# 周搖
周 搖（しゅう よう、519年－602年10月11日）は、中国の西魏から隋にかけての政治家・軍人。字は世安。

## 経歴
周搖の祖先は、北魏の皇室の拓跋氏（元氏）と同源である。高祖父の拓跋普乃は献文帝の兄。曾祖父の抜抜と祖父の右六肱は、ともに北平王となって、はじめ普乃氏を称した。父の恕延は、行台僕射・南荊州総管を歴任、洛陽に住むようになって、周氏と改めた。
周搖は西魏に仕えて、開府儀同三司の位を受けた。北周が建国されると、車非氏の姓を受け、金水郡公に封ぜられた。鳳州刺史・楚州刺史を歴任した。武帝に従って北斉を平定し、戦功により柱国の位を受け、爵位は夔国公に進んだ。しばらくして晋州総管に任ぜられた。楊堅にその実直さと遵法ぶりを買われて、引き立てられた。楊堅が丞相となると、済北郡公に徙封され、豫州総管に転じた。581年、隋が建国されると、周氏の姓にもどした。
突厥が隋の北辺に侵入し、幽州総管の李崇が突厥に殺されると、文帝は周搖を幽州総管・六州五十鎮諸軍事に任じた。周搖は城塞を修築して防備を固め、北辺を安定させた。6年後、寿州総管に転じた。老年のため、隠退を願い出て、文帝に労をねぎらわれ、邸に帰った。1年あまりして、家で死去した。諡を恭といった。享年は84。

## 伝記資料
- 『隋書』巻五十五 列伝第二十
- 『北史』巻七十三 列伝第六十一